# کلیسای ایلیا پیامبر

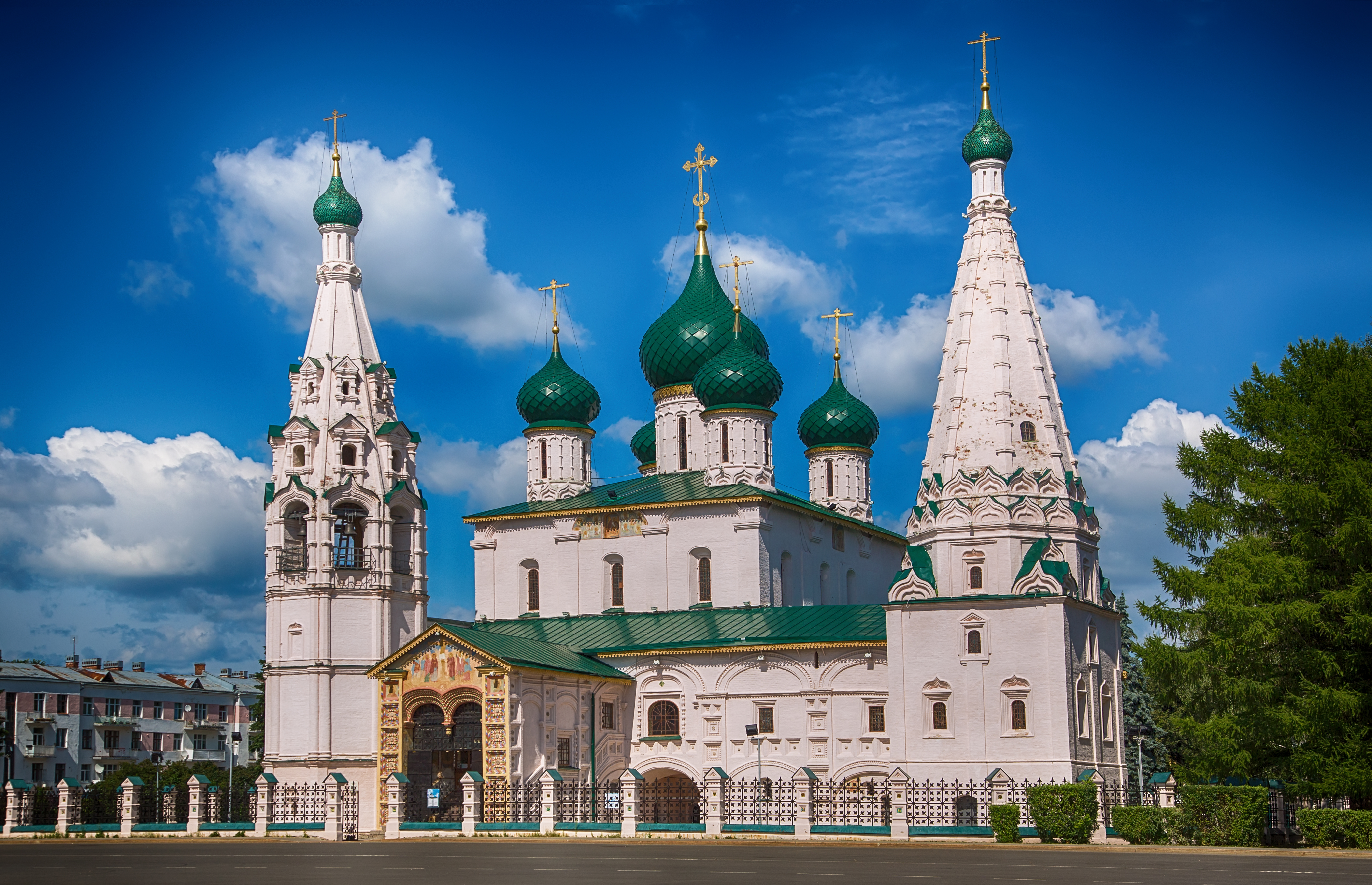

کلیسای ایلیا نبی (به روسی: Церковь Илии Пророка) یا کلیسای ایلیا پیامبر – کلیسای ارتدکس در مرکز تاریخی یاروسلاول بر میدان سوویت (ایلیینسکی)، یک بنای برجسته معماری از مدرسه معماری و نقاشی یاروسلاول در قرن هفدهم میلادی است. این کلیسا تحت نظر مطرانی یاروسلاول و موزه‌محافظت یاروسلاول قرار دارد.

## تاریخچه
کلیسای سنگی کنونی بین ۱۶۴۷ و ۱۶۵۰ میلادی ساخته شد، بر روی بقایای دو کلیسای چوبی – کلیسای سرد ایلیا پیامبر و کلیسای گرم حجاب مادر خدا، به هزینه تجار ثروتمند گروه تجاری برادران ایوانیکیا و وونوفاتی اسکریپین‌ها. ساخت و ساز توسط گروهی از صنعتگران محلی صورت گرفت، که نام‌های آنان ناشناخته است. به محض پایان ساخت، اسکریپین‌ها هدیه‌ای از طرف پاتریارک ایوسیف دریافت کردند، بخشی از پوشش مقدس حضرت مسیح که در کلیسای جامع اَوسپن کرملین مسکو نگهداری می‌شد. گاه‌به‌گاه از این قطعات جدا می‌شد و به عنوان هدیه‌ای ویژه ارسال می‌گردید تا زمانی که این کار ممنوع شد. برای بزرگداشت دریافت این مقدس، یک معبد کوچک در کنار کلیسا به نام «ریزاپولوژن» ساخته شد.
در جریان آتش‌سوزی شهر در سال ۱۶۵۸، اگرچه کلیسا از بیرون آسیب دید، اما در مقایسه با سایر بناها، داخلی آن آسیب ندید. در سال ۱۶۸۰ میلادی، این بنا توسط نقاشان مشهور کُستروما گورینیکیتی و سیلا ساوین و گروهی از هنرمندان یاروسلاولی نقاشی شد. این کار به‌وسیله همسر و وارث اسکریپین‌ها، بیوه وونوفاتی، ایولیتا مکارونا انجام گردید. در ابتدا، این کلیسا در محوطه سکونتگاه اسکریپین‌ها قرار داشت و نزدیک به ساختمان‌های مسکونی و اقتصادی آنان بود (نه نفر از اعضای این خانواده در کنار کلیسا دفن شدند) و تنها از نمای غربی و شمالی به خیابان‌های تجاری پروبوینا و سوکولوسکا متصل بود.
نمای ساده و بی‌تزیین کلیسا با گل‌های رنگی بزرگی نقاشی شده بود، چیزی که به عنوان گل‌های «علفی» شناخته می‌شود. اکنون این نقاشی‌ها از دست رفته است و تنها نقاشی قدیمی آن بازسازی شده است. تمام گنبدهای کلیسا با سفال سبز پوشیده شده بود که در آفتاب می‌درخشید. در قرن هجدهم، سقف‌های سفالی با پوشش ساخته‌شده در یاروسلاول جایگزین شدند.
زمانی که یاروسلاول در سال ۱۷۷۸ میلادی طرح ساخت شهری منظم دریافت کرد، کلیسای ایلیا پیامبر به مرکز نقشه رادیال-حلقوی شهر تبدیل شد و حول آن میدان ایلیا (امروزه سوویت) ایجاد شد که بسیاری از ادارات شهری در آن قرار گرفتند.
حصار دور کلیسا در سال ۱۸۹۶ میلادی طراحی و ساخته شد و در آن زمان آندری میخایلوویچ پاولینوف به عنوان معمار اصلی شناخته می‌شد. کلیسا در سال‌های ۱۸۹۸–۱۹۰۴ میلادی به‌وسیله ایوان الکساندرویچ واهرامیف، شهردار وقت، بازسازی شد.
در سال ۱۹۲۰ میلادی، ساختمان به موزه‌محافظت یاروسلاول واگذار شد. در دهه ۱۹۳۰ میلادی، کارمندان موزه موفق شدند آن را از تخریب نجات دهند. در سال‌های ۱۹۳۸–۱۹۴۱ میلادی، در این کلیسا، که مکان نگهداری آثار قدیسین یاروسلاول شده بود، اتحاد مبارزه‌کنندگان بی‌خدایان موزه ضدمذهبی ایجاد کردند و در زیر گنبد آن آونگ فوکو نصب شد.
بازسازی‌هایی در سال‌های ۱۹۵۵–۱۹۵۶، ۱۹۶۰ و ۱۹۸۳ میلادی انجام شد. در سال ۱۹۸۹ میلادی، محراب اصلی کلیسای ایلیا پیامبر دوباره تقدس یافت و از آن زمان، در تابستان‌ها در این کلیسا مراسم مذهبی برگزار می‌شود. موزه از ماه مه تا اکتبر برای بازدید عموم باز است.